# World Series of Poker 2008: Battle for the Bracelets
World Series of Poker 2008: Battle for the Bracelets è un videogioco basato sul popolare evento di poker sportivo World Series of Poker. È il terzo titolo della serie, dopo World Series of Poker e World Series of Poker: Tournament of Champions ed è stato reso disponibile per Xbox 360, PlayStation 2, PlayStation 3, PlayStation Portable, Nintendo DS e PC. Nel videogioco sono presenti numerosi giocatori di poker reali come Scotty Nguyen, Phil Hellmuth, Chris Ferguson e Johnny Chan.